# おらんだ左近事件帖
『おらんだ左近事件帖』（おらんださこんじけんちょう）は、フジテレビ系列にて1971年10月12日から1972年3月28日まで毎週火曜20時からの1時間枠で放送されたテレビ時代劇。高橋英樹主演。全25回。

## 概要
尾張大納言の次男・左近は、長崎でオランダ医学を学んだ外科医にして、剣の達人。深川八幡の月心寺に居を構え、左近を慕って住み着いた子供達とともに暮らしている。庶民の味方の正義漢で、様々な事件の解決に、縦横無尽の活躍を見せる。
原作者の柴田錬三郎が第14話にゲスト出演し、円月殺法を披露している。主演の高橋英樹は、本作で共演したことが縁で小林亜紀子と結婚することとなった。次回予告に於いては、その回のメインゲスト俳優の名を列挙することが間々あった。
なお、この番組は当初「おらんだ左門事件帖」というタイトルに決まりかかっていたという。しかし、当時の番組スポンサーが製薬会社で、競合する他の製薬会社が主人公の名前及び番組タイトルと同じ名前の商品（サモン）を発売していたため、局側の配慮によって「おらんだ左近事件帖」に変更されたという。
本作を最後に、フジテレビ火曜20時枠のドラマは、1998年10月14日開始の『走れ公務員!』まで26年半の中断、時代劇については、2001年4月17日開始の『鬼平犯科帳』（二代目中村吉右衛門版第9シリーズ）まで29年の中断となった。

## キャスト
- おらんだ左近 … 高橋英樹

浪人。実は尾張大納言の次男（徳川治興）だが、身分や家柄に拘る武家社会を嫌って12年前に出奔。医学を学んで月心寺に子供たちと暮らしている。一人称は「儂（わし）」もしくは「私」。髪型は、侍にしては珍しいムシリの町人髷である。成瀬隼人正が来ても、堅苦しい挨拶などを嫌う。
- おぎん … 星由里子（第1話、第2話、第6話、第9話、第18話）

小料理屋「かめや」の女将。
- お春 … 紅景子

左近の助手。月心寺で暮らしている。
- 素走り左平次 … 内藤武敏（第1、2、4、7、8、12～14、16、19、22、25話）

元盗賊。左近の協力者。
- 丹羽源三郎 … 近藤洋介（第1～3、7、8、10～13、15、16、18、24話）

八丁堀の同心。左近とは古なじみ。役目と左近との友情との間で板挟みになることが多い。初めのうちは左平次を捕えようと躍起になっていた。
- 淡海 … 松村達雄（第1、2、4、5、7、8、10～13、15、16、18、22、25話）

左近らが住まう月心寺の住職。豪気な人柄。
- 金太（岡っ引） … 林家こん平（第1話～第3話、第5話～第12話）
- 一太（孤児） … 野口英行
- 二太（孤児） … 梅津昭典
- 三太（孤児） … 吉田昌宏（第15話を除く）
- 四太（孤児） … 長谷川裕二（第1～3、5、6、9、10、12～19、25話）

本来の素性は武家の子、結城新太郎である。第1話で母を殺され、孤児となったため、四太として月心寺に身を寄せる。
- お福 … 小林亜紀子（第10話、第15話、第21話、第22話）
- お国 … 山口いづみ（第6話、第12話）
- 仙吉（岡っ引） … うえずみのる（第23話、第24話）
- 成瀬隼人正 … 高松英郎（第1話、第2話、第14話、第25話）

尾張藩家老。お堅い人物。時折、左近の様子を見に尾張から所用がてらに出て来ては、月心寺を訪れる。
- 尾張大納言 … 山村聡（特別出演）（第2話）
- 鴨一水 … 村井国夫（第2話）
- 志保 … 鮎川いづみ（第2話）
- 松吉 … 今福正雄（第2話）
- 村上 … 水村泰三（第2話）
- 五兵衛 … 福山象三（第2話）
- 女中A … 大畠恵子（第3話）
- 女中B … 泰美枝子（第3話）
- 杉谷弥十郎 … 伊達三郎（第3話）
- お冬 … 行友勝江（第3話）
- 与力 … 野村明司（第3話）
- 翁仙 … 菅井一郎（第3話）
- 伊豆屋 … 植村謙二郎（第3話）
- お志満 … 大原麗子（第3話）

## スタッフ
- 原作・企画：柴田錬三郎、白川文造（フジテレビ）※第12話まで
- プロデューサー：香取雍史（国際放映）、垣内健二（アイウエオ企画）、渡辺大年（東宝）※第12話まで
- 脚本：大野靖子、櫻井康裕、田上雄、浅井昭三郎、岩間芳樹、安西英夫、小川英、桜井康裕、柴英三郎、池上金男、廣澤榮、下飯坂菊馬
- 監督：高瀬昌弘、若林幹、三隅研次、工藤栄一、西山正輝、手銭弘喜、池広一夫、土居通芳
- 音楽：津島利章
- 殺陣：高倉英二、林邦史朗
- 現像：東洋現像所
- 協力：東京映画、東京美術センター
- 制作：フジテレビ、東宝株式会社

## 放映リスト（サブタイトルリスト）
| 話数 | サブタイトル         | 放送日     | 脚本       | 監督     | ゲスト出演者 |
| ---- | -------------------- | ---------- | ---------- | -------- | --- |
| 1    | 月心寺の子供たち     | 1971/10/12 | 大野靖子   | 三隅研次 | 丹羽源三郎：郷鍈治、藤岡：高須賀夫至子、人魚の仙太：江波多寛児、左官藤助：弘松三郎、お照：深沢裕子、河津兵部：河津清三郎 |
| 2    | 尾張から来た男       | 1971/10/19 | 大野靖子   | 西山正輝 | 五兵衛：福山象三、松吉：今福正雄、無頼浪人・村上：水村泰三 |
| 3    | 尼になった姉妹       | 1971/10/26 | 櫻井康裕   | 工藤栄一 | お葉：青木英美、地廻り：林迪之助、女中A：大畠恵子、女中B：秦美枝子、杉谷弥十郎：伊達三郎、お冬：行友勝江、与力：野村明司、翁仙(大島屋)：菅井一郎、伊豆屋：植村謙二郎 |
| 4    | 黒い瓦版             | 1971/11/2  | 櫻井康裕   | 高瀬昌弘 | お栄：松岡きっこ、お菊：武田美瑳子、女中：相川圭子、会津屋総兵衛：浅野進治郎、役人：北川陽一郎、役人：上田侑司、用人：若尾義昭、永代屋和助：江戸家猫八、いたちの弥市：三角八郎、新吉：島田景二郎、良石：佐々木孝丸、笹井源十郎：今井健二                                       |
| 5    | 叶屋おしま           | 1971/11/9  | 大野靖子   | 若林幹   | 源助：木田三千雄、留吉：土屋靖雄、辰吉：花田豪、牢役人：仁内達之、寺社役人 須藤：武田昌之、乾門之助：小林昭二、金子新左衛門：今村源兵、五郎次：市村昌治、叶屋文吾：工藤堅太郎、水天の長兵衛：武藤英司、叶屋おしま：淡島千景                                                    |
| 6    | コロリの謎           | 1971/11/16 | 柴英三郎   | 工藤栄一 | お国：山口いづみ、書生：佐藤了一、秋場竜介：藤岡重慶、大月道有：久松保夫、秩父屋茂十：浮田佐武郎、お咲：市川和子、八重：音無美紀子、日向数馬：高橋長英 |
| 7    | お春がさらわれた!    | 1971/11/23 | 岩間芳樹   | 若林幹   | おみつ：梶芽衣子、甲月藩勘定方：奥野匡、成田屋：斉藤英雄、瓦版売り：辻しげる、同心 跡部：穂積隆信、下っ引き 五郎吉：服部哲治 |
| 8    | 生きろ!左平次        | 1971/11/30 | 田上雄     | 高瀬昌弘 | お咲：大田黒久美、番太：畠山麦、長崎屋藤兵衛：野口元夫、坂口：渡辺貞男、皆川：園井正広、石出帯刀：北沢彪、お勢：白石奈緒美、相良兵庫：外山高士、九鬼半平太：寺田農、柏木新三郎：長谷川明男                                                                                     |
| 9    | 鶴が抱いていた十万両 | 1971/12/7  | 安西英夫   | 三隅研次 | 千江：柏木友紀子、神戸多三郎：堀田真三、白魚の吉：木村元、栗原大学：小堀明男、後藤三右衛門：天草四郎、むささび：榎木兵衛、尼僧：橋本菊子、佐久間重左衛門：美川陽一郎、山城屋：増田順司、天王寺主膳：垂水悟郎                                                                   |
| 10   | お福が泣いている     | 1971/12/14 | 岩間芳樹   | 三隅研次 | 伊勢屋吉蔵：幸田宗丸、儀一：石垣守一、治吉：佐野哲也、亀三：山口譲、太吉：石山克己、宇郷：香川良介、甚三郎：梅津栄、桜井：宮口二朗、草庵：安井昌二 |
| 11   | 帰って来た男         | 1971/12/21 | 小川英     | 西山正輝 | 信吾：石川誠、茂蔵：谷岡行二、倉蔵：永谷悟一、島村修理之丞：川野耕司、太吉：肥上尚弘、おかみ：松風はる美、茨木頼母：見明凡太郎、小萩：桜田千枝子、嘉助：山田吾一 |
| 12   | 闇に飛ぶ火矢         | 1971/12/28 | 安西英夫   | 土居通芳 | お藤：梅田智子、お国：山口いづみ、お菊：武田美瑳子、浪人：国井正広、渡辺弥三郎：木村博人、木曽屋源左衛門：清水元、相良玄蕃：深江章喜 |
| 13   | 町に出た姫君         | 1972/1/4   | 池上金男   | 高瀬昌弘 | 榊内膳：伊沢一郎、丸見屋助左衛門：湊俊一、藤崎：平井岐代子、杉井宮内：清水一郎、森大和守：山本耕一、陣野弥十郎：伊吹聡太朗、珠姫：古城都 |
| 14   | ばくち侍             | 1972/1/11  | 大野靖子   | 高瀬昌弘 | 牛若のお六：弓恵子、間五郎太：田口計、渡海屋十兵衛：富田仲次郎、ぶた松：玉川長太、牛若の源六：近水圭二、同心：北浦昭義、神月又四郎：芦田伸介、如月右近：柴田錬三郎（特別出演）                                                                                                 |
| 15   | その夜の男           | 1972/1/18  | 浅井昭三郎 | 三隅研次 | 千代香：浜木綿子、遊び人：大泉滉、浪人 並木：木村博人、旗本一：田中力、旗本二：上田侑嗣、お重：喜多岡照代、諸岡九十郎：沼田曜一、田坂彦造：上野山功一、川添主馬：宇南山宏、嶋内膳正：林成年、下村惣兵衛：沢村昌之助、江戸節弥之助(義賊・明烏)：長谷川一夫（特別出演）          |
| 16   | お祭り安吉           | 1972/2/1   | 桜井康裕   | 高瀬昌弘 | おふみ：中野良子、青山重蔵：前田昌明、浪人Ａ：佐藤了一、猿の三次：土方弘、手代：鹿島信哉、岡っ引：木下雅弘、大口屋五兵衛：神田隆、平三：地井武男、安吉：花沢徳衛 |
| 17   | 五年目の恋           | 1972/1/25  | 田上雄     | 高瀬昌弘 | 志乃：土田早苗、駒木孫太夫：吉田義夫、桑原玄蕃：高木二朗、源次：稲吉靖、津川伊織：竜崎勝 |
| 18   | 南蛮浪人伝           | 1972/2/8   | 廣澤榮     | 若林幹   | しの：八木昌子、高利貸のあから顔：岡泰正、野良犬の浪人：倉島襄、同心：堀部隆一、加瀬勘三郎：佐藤賢司、富永数馬：城所英夫、吟味与力：阿部希郎、蝮の紋蔵：仙波和之、長崎屋嘉兵衛：鈴木瑞穂、加瀬勘兵衛：亀石征一郎                                                               |
| 19   | お江戸の恋の物語     | 1972/2/15  | 小川英     | 高瀬昌弘 | お駒：京春上、玄海：北城寿太郎、松蔵：長谷川弘、柏木源之丞：田中浩、常吉：明石勤、利助：北真知史朗、お千加：辻伊万里、有明屋常蔵：沢村宗之助、備前屋甚兵衛：加賀邦男、賢太郎：藤竜也                                                                                           |
| 20   | 病める麦             | 1972/2/22  | 下飯坂菊馬 | 手銭弘喜 | 槙：三浦真弓、仙太：下條アトム、笠井：松枝錦治、半兵衛：鈴木志朗、川津：武田一彦、薬売り：山田貴光、おそで：高橋ひとみ、神保：江守徹、田辺：大橋一元、清水友衛：酒井修、清水友衛：太地喜和子                                                                                   |
| 21   | 雛人形は知っていた   | 1972/2/29  | 浅井昭三郎 | 手銭弘喜 | 琴江：宇津宮雅代、美鈴：伊藤めぐみ、楓：山田はるみ、忍びの男：小林勝也、スリの辰公：山中貞則、五月：田中久美子、おかめのホステス：新山真弓、阿部八郎左衛門：三島耕、大垣剛平：久野聖四郎、用人・平内：金内喜久夫、村岡仙十郎：中井啓輔、沢乃：阿部寿美子、左原源之助：夏八木勲 |
| 22   | 腰抜け侍と子供たち   | 1972/3/7   | 浅井昭三郎 | 池広一夫 | 見返りのお蓮：堀井永子、目付役・加賀見清之進：永谷悟一、藩士・下田：大前田武、仙八：石山克巳、辰造：有賀十、お美代：新山真弓、小山田新吾：小松政夫、井尻軍十郎：大木正司、小山田惣左衛門：谷口完、河瀬主水正：柳永二郎                                                         |
| 23   | じゃがたら人形       | 1972/3/14  | 桜井康裕   | 若林幹   | 百合：中山麻理、肥前屋：山本武、宇之吉：石垣守一、浪人A：佐藤了一、仙吉：うえずみのる、与平：河村憲一郎、小宮源内：浜田晃、千石屋：高品格、杉原伊十郎：巌金四郎、きぬ：三條美紀                                                                                                |
| 24   | 心に傷を持つ女       | 1972/3/21  | 田上雄     | 若林幹   | おさわ：岩井友見、氷室一平太：立川雄三、丹波屋和助：相原巨典、脱獄犯：吉原正皓、職人A：高橋香、職人B：石光豊、おさわの子供時代：吉原緑、母親：建部道子、おけい：木下悦子、仙吉：うえずみのる、清吉：原田大二郎、伊沢小十郎：深江章喜                                           |
| 25   | 江戸城罷り通る       | 1972/3/28  | 大野靖子   | 池広一夫 | 松平伊豆守：仲谷昇、松平家藩士：佐藤了一、老中A：山田晴生、老中B：入江正夫、虚無僧：林邦史朗、池上家用人：池田忠夫、奉行所役人：木下秀雄、池上玄庵：加藤嘉 |

## ネット局
特筆の無い限り全て同時ネット。
- フジテレビ（制作局）
- 北海道文化放送[2]
- 岩手放送：月曜 23:40 - 0:36[3]
- 秋田テレビ[4]
- 山形テレビ[5]
- 仙台放送[6]
- 長野放送[7]
- 富山テレビ[8]
- 石川テレビ[8]
- 東海テレビ[9]
- 関西テレビ[10]
- テレビしまね[11]
- 岡山放送[12]
- 広島テレビ[12]
- テレビ愛媛[13]
- 高知放送：月曜 22:00 - 22:56[13]
- テレビ西日本[14]
- テレビ長崎[14]
- テレビ熊本[14]
- テレビ大分[15]
- テレビ宮崎[16]
- 鹿児島テレビ[16]
- 沖縄テレビ[17]